# Mark Few
Mark Norman Few (Creswell, 27 dicembre 1962) è un allenatore di pallacanestro statunitense.

## Carriera
Ha guidato gli Stati Uniti ai Giochi panamericani di Toronto 2015.

## Palmarès
- Naismith College Coach of the Year (2017)
- Associated Press College Basketball Coach of the Year (2017)
- Henry Iba Award (2017)
- NABC Coach of the Year (2017)